# Alexander Hoffelner
Alexander Hoffelner (* 1990 in Klosterneuburg) ist ein österreichischer Schauspieler, Sprecher, Theaterpädagoge, Hochschullehrer und Bildungswissenschaftler.

## Leben
Hoffelner wuchs in Höflein an der Donau auf, besuchte das Gymnasium in Klosterneuburg und die Höhere Lehranstalt für Tourismus HLTW XIII Wien-Bergheidengasse und studierte dann Geschichte und Bildungswissenschaft und absolvierte Lehramtsstudien (Geschichte und Sozialkunde/Politische Bildung und Geographie und Wirtschaftskunde/Psychologe und Philosophie) an der Universität Wien und der Swansea University (Wales). Im Jahr 2023 promovierte er in der Bildungswissenschaft (Fachgebiet: Schulpädagogik) mit einer theoretischen und empirischen Studie zum Thema "Pädagogische Improvisation", die im Verlag Julius Klinkhardt auch veröffentlicht wurde.
Hoffelner erhielt privaten Schauspielunterricht bei Norbert Holoubek und Alice Mortsch, Gesangsunterricht bei Rita Nikodim, Brigitte Berger-Görlich und Eli Veit sowie Sprechunterricht bei Adelheid Pillmann. Er absolvierte die staatliche Bühnenreifeprüfung im Bereich "Schauspiel" mit Erfolg.
Seine ersten professionellen Schritte auf einer Bühne machte er beim Verein teatro im Bereich Musiktheater, wo er unter anderem Zettel im Sommernachtstraum, Shirkan im Dschungelbuch, die Vogelscheuche im Zauberer von Oz sowie Bill Sikes in Oliver Twist an Orten wie der Bettfedernfabrik Oberwaltersdorf, dem Stadttheater Mödling, dem Wiener Musikverein sowie der Stadthalle Wien spielte.
Im Sommer 2014 debütierte er bei den Festspielen Reichenau in der Uraufführung von Nicolaus Haggs Stück „1914 – Zwei Wege in den Untergang“, wo er auch 2015 und 2016 in wichtigen Rollen zu sehen war. Er entwickelte selbst immer wieder Hörspiele (u. a. für Ö1, Hörspielsommer Leipzig …) und Kurzfilme als Autor und Produzent. Von 2012 bis 2019 war Hoffelner Mitglied der Improvisationstheatergruppe Schedlfrey. Im Jahr 2016 gründete er mit „kubus zwanzig“ gemeinsam mit Simon Schober einen eigenen Verein zur Umsetzung künstlerischer Projekt jeglicher Art. Gemeinsam mit dem Wienerlied-Musiker Christian Tesak entwickelte und spielte er Wiener-Lied und -Literaturabende in ganz Österreich.
Weiters unterrichtet Hoffelner in Workshops Kinder, Jugendliche und Erwachsene im Bereich Schauspiel, Musical und Improvisation und ist Dozent für Improvisation und Schauspiel an der Performing Academy in Wien. Als Lehrer arbeitet er außerdem an der HLMW 9 Michelbeuern und als freiberuflicher Supervisor und Coach.
Von 2017 bis 2022 war er Universitätsassistent am Zentrum für Lehrer*innenbildung der Universität Wien und forscht und publiziert nach wie vor in den Bereichen „Theaterpädagogik“, „Pädagogische Improvisation“ sowie „Politische Bildung und Mündigkeit“. Er bildet angehende Lehrerinnen und Lehrer an der Universität Wien und der Akademie der bildenden Künste aus und arbeitet in der Lehrerfortbildung an den Pädagogischen Hochschulen Wien, Niederösterreich, Oberösterreich, Steiermark, Salzburg und Vorarlberg sowie an der KPH Wien-Krems sowie am Zentrum für Lehrerbildung der Ludwig-Maximilian-Universität München. Darüber hinaus lehrt er im Bereich Theater an verschiedenen Institutionen sowie als freischaffender Theaterpädagoge.
Im Jahr 2017 schrieb er sein erstes Theaterstück, in dem er selbst auch zwei Hauptrollen übernahm.
Er lebt in Wien.

## Rollen (Auswahl)

### Stadttheater Mödling
- 2011: Vogelscheuche in Der Zauberer von Oz nach L. Frank Baum (Musical), Regie: Walter Ludwig (Wiederaufnahme im Wiener Musikverein)
- 2012: Shirkan in Das Dschungelbuch nach Rudyard Kipling (Musical), Regie: Norberto Bertassi
- 2013: Bill Sikes in Oliver Twist nach Charles Dickens (Musical), Regie: Norberto Bertassi (Wiederaufnahme im MuTh Wien)
- 2017: König und Geograph in Der Kleine Prinz nach Antoine de Saint-Exupéry (Musical), Regie und Buch: Norbert Holoubek
- 2018: Grinsekatze und Dodo in Alice im Wunderland nach Lewis Carroll (Musical), Regie und Buch: Norbert Holoubek
- 2022: Little John in Robin Hood (Musical), Regie und Buch: Norbert Holoubek

### Festspiele Reichenau
- 2014: Danilo Illic in 1914 – Zwei Wege in den Untergang von Nicolaus Hagg, Regie: Michael Gampe[6][7]
- 2015: Hochroitzpointner in Professor Bernhardi von Arthur Schnitzler Regie: Hermann Beil[8]
- 2016: Anton Buchner in Liebesgeschichten und Heiratssachen von Johann Nepomuk Nestroy, Regie: Helmut Wiesner[9][10]

### Raimundspiele Gutenstein
- 2024: Johann, Herr von Pralling, Baron Flitterstein & Max in Der Verschwender von Ferdinand Raimund, Raimundspiele Gutenstein, Regie: Helmut Wiesner

### Herbsttage Blindenmarkt
- 2022 Grundeis in Emil und die Detektive (Musical), Herbsttage Blindenmarkt (Wiederaufnahme 2023: Theater Akzent, 2024: Burgenland-Tournee); Regie: Christoph Sommersguter

### Neue Bühne Wien
- 2021/2022: Silvain in Das Bärtchen (La moustâche) von Sacha Judaszko und Fabrice Donnio, Österreich-Tournee, Regie: Martin Gesslbauer, Produktion: Marcus Strahl[11]
- 2024: Thomas in Extrawurst von Dietmar Jacobs und Moritz Netenjakob, Neue Bühne Wien - Österreich-Tournee, Regie: Marcus Strahl

### Weitere Rollen (Auswahl)
- 2010: Zettel im Sommernachtstraum nach William Shakespeare, Bettfedernfabrik Oberwaltersdorf, Regie: Norberto Bertassi (Wiederaufnahme in der Wiener Stadthalle)
- 2011: Davide in Voll Fett von Helmut Korherr, Bühne im Hof St. Pölten, Regie: Peter Gruber
- 2012: Doppelrolle in Stones von Tom Lycos und Stefo Nantsou, Klosterneuburg, Regie: Leila Müller
- 2015: Absyrtus in Medea nach Euripides/Franz Grillparzer/Heiner Müller, Theater am Akademischen Gymnasium, Regie: Georg Zlabinger
- seit 2015 (jährlich): Marley und Geist der zukünftigen Weihnacht in Die Weihnachtsgeschichte nach Charles Dickens in der Musicalfassung von Norbert Holoubek/Walter Lochmann/Norberto Bertassi, Stadtgalerie Mödling, Globe Wien (2024), Regie: Alexander Medem/Norbert Holoubek
- 2016: Tom in der Glasmenagerie von Tennessee Williams, Theater Center Forum, Regie: Angelica Schütz
- 2017/2018: Aeneas Perl und Ernst Tommel in was du nicht siehst. von Alexander Hoffelner, Niederösterreich (mehrere Spielorte), Regie: Alice Mortsch
- 2017/2018/2019: Kreuzpointner in Taxi, Taxi – Doppelt leben hält besser von Ray Cooney, Theater Center Forum, Regie: Ronny Hein
- 2019/2021: Martin, Zweitbesetzung Pfleger und Zweitbesetzung Kafka in Reset – Alles auf Anfang von Michael Niavarani und Roman Frankl, Theater Center Forum und Stadtgalerie Mödling (Kultursommer Mödling), Regie: Ronny Hein[12]
- 2019/2020: Bär in Wenn die Tiere schlafen gehen (Produktion und Konzept: Kompanie Freispiel), Tischlerei Melk[13] /Dschungel Wien[14]
- 2020: Wodka in Tom Sawyer und Huckelberry Finn nach Mark Twain (Musical), Europahalle Mödling, Buch und Regie: Norbert Holoubek, Musik: Norberto Bertassi/Walter Lochmann[15]

## Autor (Auswahl)
- 2014: heimat bist du (Hörspiel mit Simon Schober)
- 2015: Parkplatz (Hörspiel mit Simon Schober)[16][17][18]
- 2015: "Ohne Titel" – Kurzgeschichte, veröffentlicht in der österreichischen Literaturzeitschrift Radieschen[19]
- 2016: lass uns die katze begraben und wir essen ein eis. (Hörspiel)[20]
- 2017: was du nicht siehst. (Theaterstück, UA 19. Oktober 2017)[21]

## Auszeichnungen
- 2012: Kulturförderpreis der Stadt Klosterneuburg[22]
- 2013: Josef-Höchtl-Preis für die Produktion „Stones“ in Klosterneuburg
- 2015: 2. Platz beim Ö1-Kurzhörspielpreis (heimat bist du)[23]
- 2016: 2. Platz beim Ö1-Kurzhörspielpreis (Parkplatz)[24]
- 2023: Heide-Lex-Nalis-Preis in der Kategorie „Bachelorarbeit“[25]

## Schriften (Auswahl)
- Pädagogische Improvisation. Theoretische Konzeption und empirische Rekonstruktionen. Verlag Julius Klinkhardt, 2023.
- mit J. Köhler: Theater.Pädagogik.Schule. Studienverlag, Schulheft Nr. 187, 2022.